# Micrura multinotara
Micrura multinotara är en djurart som tillhör fylumet slemmaskar, och som beskrevs av Jirô Iwata 1957. Micrura multinotara ingår i släktet Micrura och familjen Lineidae. Inga underarter finns listade i Catalogue of Life.